# At the Blackhawk (альбом Ахмада Джамала)
At the Blackhawk — концертний альбом американського джазового піаніста Ахмада Джамала, випущений у 1962 році лейблом Argo.

## Опис
Цей альбом піаніста Ахмада Джамала був записаний під час виступу у листопаді 1961 року у клубі Black Hawk в Сан-Франциско (клуб діяв з 1949 року; закрився у 1963). Тут Джамал грає у складі тріо з басистом Ізраелом Кросбі та ударником Вернелом Фурньє. Репертуар складає в основному стандарти, зокрема «Falling in Love With Love», «My Funny Valentine», «April in Paris» і одну власну композицію Джамала «Night Mist Blues».
Альбом вийшов у 1962 році на лейблі Argo.

## Список композицій
1. «I'll Take Romance»/«My Funny Valentine» (Лоренц Гарт, Оскар Гаммерстайн ІІ/Бен Окленд, Річард Роджерс) — 6:12
2. «Like Someone in Love» (Джонн Берк, Джиммі Ван Гейзен) — 5:15
3. «Falling in Love With Love» (Річард Роджерс, Лоренц Гарт) — 4:21
4. «The Best Thing for You» (Ірвінг Берлін) — 4:36
5. «April in Paris» (Вернон Дюк, Їп Гарбург) — 6:16
6. «The Second Time Around» (Семмі Кан, Джиммі Ван Гейзен) — 4:13
7. «We Live in Two Different Worlds» (Фред Роуз) — 5:09
8. «Night Mist Blues» (Ахмад Джамал) — 7:05

## Учасники запису
- Ахмад Джамал — фортепіано
- Ізраел Кросбі — контрабас
- Вернел Фурньє — ударні

Технічний персонал
- Пол Гейтен — продюсер
- Дон Бронстайн — обкладинка
- Джон Геммонд — текст